# Лоренцо Венеціано
Лоренцо Венеціано (*Lorenzo Veneziano, д/н —після 1379) — італійський художник готичного стилю, розквіт творчості якого припав на 1355—1372 роки.

## Життєпис
Народився у Венеції. Про його дату народження та молоді роки нічого невідомо. Навчання напевне у Паоло Венеціано, формування молодого художника відбувалося у 1340 роках. Перша згадка про нього відноситься до 1355 року.
Перший відома картина Лоренцо Венеціано створена у 1357—1359 роках — «Поліптіх Ліона» (названий за іменем замовника — венеціанського патриція Доменіко Ліона). Його створено для венеціанської церкви Святого Антонія абатства Кастелло у Венеції (натепер церква зруйнована). Мальований твір складав 2 м заввишки і близько 4 м завширшки, станови 18 великих і 41 маленьку ікону. У центральній сцені «Благовіщення» художник передає тривимірність, надавши незвичайний ракурс фігурі Марії, розгорнувши її до глядача. Дослідники відзначають натуралізм і водночас поетичність цієї сцени, небачені для тодішнього венеціанського живопису. Фігури святих і пророків відрізняються пластикою складок одягу, експресивністю виразів обличчя, плавними переходами кольору. Разом з тим художник відійшов від візантійських традицій живопису — темного фону картини.
Водночас у 1356—1358 рока працював у сеньойрів Скалігерів. Написав дві роботи із зображенням «Мадонна Смирення» — для церкви Сан-Анастасія в Вероні і для церкви Санта Корона в Віченці. У базиліці Святого Зенона створив «Писаний Хрест», в церкві Святих Фермо і Рустіко його пензлю належать «Коронування Марії і Поклоніння волхвів».
Напочатку 1360-х років знову працював у Венеції, де створено вівтар із зображенням трьох святих Юліана, Марка і Варфоломія і епізодами з життя Св. Миколая.
Водночас продовжував працював у віченці, Падуї, Вероні. У 1361 році написано картину «Мадонна з немовлям на троні» для падуанських замовленників. У грудні 1366 року Лоренцо Венеціано завершив другий свій великий твір — поліптих для Домського собору в Віченці, відомий як «Поліптих Проті». Його замовили представники місцевої аристократії Джованні і Томмазо Проті, які зображені уклінні біля ніг святих на бічних панелях вівтаря. Центральною картиною поліптиха є «Успіння Марії», над нею художник розташував «Розп'яття», по боках від якого знаходяться фігури Св. Катерини і Св. Олени.
У 1368 році розписував вівтар для церкви Св. Джаково в Болоньї. Сьогодні його розділено на частини: «Коронування Марії» (Музею образотворчих мистецтв м Тура, Франція); «Св. Варфоломій» і «Св. Антоній» (Національна галерея Болоньї, Італія); «Св. Сигізмунд і Св. Катерина» (Швейцарія), «Св. Леонард» (Музей Палаццо Беломо в Сиракузі, Італія).
У січні 1370 року завершив розпис «Поліптих Св. Петра» (для якої церкви невідомо), його центральна панель «Христос передає ключі Св. Петру». Решта частини поліптиха є епізодами з житія Святих Петра і Павла. Бічні панелі зображували Св. Марка і Іоанна Хрестителя (ліві) і Святих Бернарда і Ієроніма (праві), які загинули під час Другої світової війни у 1945 році.
У 1371 році створено «Поліптих Благовіщення». Навколо центральної сцени з «Марією і Ангелом», художник розташував зображення Святих Миколая, Іоанна Хрестителя, Якова та Стефана. Тут художник ще далі відходить від візантійських традицій, робить акцент на обсязі фігур, яскравій колірній палітрі і грі світла.
Того ж року для палати торговців шовком створено триптіх, що складався з «Воскресіння Христа», двох бічних панелей — «Св. Петро і Святого Марка» і «Мадонни з немовлям».
Останньою підписаною роботою Лоренцо Венеціано є «Мадонна з немовлям» 1372 року. Дослідниками висловлюється думка, що ця картина могла бути центральною частиною невідомого вівтаря.
За стилем до творчості Венеціано також відносять «Різдво», «Мадонна з немовлям і донатором Петром Джиджі», «Мадонну, Розп'яття і шість святих», «Мадонну Смирення і Розп'яття», «Різдво Іоанна», Іоанн Хреститель вказует на Христа учням , дві стулки «Скорботна Богоматір» і «Іоанн Богослов». Вважається, що працював до 1379 року.

## Характеристика живопису
В ранніх роботах Лоренцо Венециано відчувається вплив падуанської школи живопису.
Живопис Лоренцо Венеціано відрізняється важливими елементами новизни, що зумовило його успіх у Венеції. Вінпише впевнено, талановито, далекий від подовжених фігур і легких моделей його сучасників (насамперед Паоло Венеціано). Навпаки зображує персонажі більш реально і конкретно. Святі у Лоренцо Венеціано твердо стоять на землі, висловлюють почуття і емоції, вступають в прямий контакт з віруючими. Вперше в італійському живописі святі зображені на квітучих галявинах.
Його творчість відрізнялося натуралізмом і здатністю розповісти божественну подію повсякденними життєвими ситуаціями. Лоренцо Венециано став визнаним новатором готичного стилю у Венеції та сусідніх областях.
Крім того Лоренцо Венеціано створював мініатюри, зокрема відомі мініатюри «Бичування і Сан Марко отримує манускрипт від Братства», «Бичування», «Мадонна Мізерікордія», «Святий Христофор».
Підтверджено графічну роботу Лоренцо Венециано — поки єдиний підготовчий малюнок для вишивки гобеленів (Нью-Йорк, Метрополітан Музей). На ньому зображена «Мадонна Смирення зі Святими» і дві сцени з Христом і Марією.